# T++
Т++ — язык программирования указания необходимости параллельных вычислений с синтаксисом и семантикой, расширяющими язык C++, а именно расширением его несколькими словами, указывающими на возможность проведения параллельных вычислений. Само распараллеливание вычислений производится автоматически библиотекой времени исполнения интегрированной средой Т-системы во время выполнения программы, то есть динамически, которая расширяет интегрированную среду C++ Microsoft Visual Studio патчем. Для указания необходимости распараллеливания вычислений функция, используемые её внешние переменные и указатели помечаются соответственными ключевыми словами. При отсутствии явных побочных эффектов, компилятор оформляет функцию не как элемент процедурного программирования, а функционального, то есть чистую (не имеющих побочных эффектов). Если присутствуют явные побочные эффекты, например, использование ввода-вывода, то компилятор, отследив их, выдаёт сообщение об ошибке.

## Семантика

### Пример программы
Пример программы вычисления числа Фибоначчи:
```
tfun
 
int
 
fib
(
int
 
n
)
 
{

  
return
 
n
 
<
 
2
 
?
 
n
 
:
 
fib
(
n
-1
)
 
+
 
fib
(
n
-2
);

}

tfun
 
int
 
main
 
(
int
 
argc
,
 
char
 
*
argv
[])
 
{

  
if
 
(
argc
 
!=
 
2
)
 
{
 
printf
(
"Usage: fib <n>
\n
"
);
 
return
 
1
;
 
}

  
int
 
n
 
=
 
atoi
(
argv
[
1
]);

  
printf
(
"fib(%d) =%d
\n
"
,
 
n
,
 
(
int
)
fib
(
n
));

  
return
 
0
;

}

```

Как видно из примера язык Т++ внёс незначительные изменения в синтаксис языка C++, а именно: указатели tfun на разрешение параллельных вычислений. При всей неэффективности такой реализации вычисления {\displaystyle n}-го числа Фибоначчи, данная программа показывает не только простоту и наглядность Т-Системы, но и демонстрирует ускорение при выполнении на нескольких процессорах, причём программисту не надо знать об их количестве и заниматься распределением полезной нагрузки между ними.

## Т-Система
Т-система предоставляет интегрированную среду разработки посредством расширения среды C++ Microsoft Visual Studio патчем. Среда разработки Т-системы предоставляет возможность включить препроцессор фильтрующий исходный код Т++ (преобразует исходный код Т++ в C++) для прогона программы в последовательном режиме (для отладки кода C++). После отладки в последовательном режиме можно производить отладку исходного кода Т++, а затем его компиляцию: производится оптимизация и преобразование исходного кода, подключаются библиотеки времени исполнения параллельных вычислений и производится компиляция кода C++.
Т-Система — средство автоматического динамического распараллеливания программ, призванное облегчить процесс разработки и использования сложных параллельных программ и их эффективное использование на различном, в том числе и неоднородном оборудовании. Разработана в ИПС РАН, в настоящее время развивается в ИПС РАН и МГУ.
OpenTS (Open T-System, Т-система с открытой архитектурой) — это современная реализация Т-системы. Она обеспечивает автоматическое динамическое распараллеливание программ и предоставляет среду исполнения для языка программирования высокого уровня Т++, который является параллельным диалектом языка Си++.
OpenTS использует легковесные потоки с быстрым переключением (несколько наносекунд) и может работать с более чем миллионом легковесных потоков на процессор. На основе этих потоков реализован ряд возможностей, таких как мобильные потоки, объекты и ссылки, распределённая сборка мусора, доска объявлений для обмена данными и заданиями, и т. д.
OpenTS была успешно опробована на широком круге задач, и на вычислительных установках различного масштаба: от многопроцессорных PC до вычислительных комплексов с различной архитектурой и разной мощности (различные многопроцессорные Windows/Linux Intel/AMD-кластеры, терафлопная российская установка МВС-1000М, и др.). OpenTS поддерживает широкий спектр параллельных платформ: многоядерные процессоры, SMP-системы, кластеры, метакластеры и GRID-системы.

## История
Идея Т-Системы зародилась в конце 1980-х годов в Институте программных систем РАН . Основной идеей стало введение понятия Т-функций как поставщиков так называемых неготовых значений, что позволяло выполнять
одновременно несколько Т-функций на разных процессорах и за счёт этого
достигать параллелизма.
В 1998 году проект обрёл второе рождение с активным участием МГУ. В 2000 г. в рамках
российско-белорусского проекта «СКИФ» была начата работа
над новой реализацией Т-Системы под кодовым названием GRACE. Однако уже
после первого года разработки обнаружились существенные недостатки данной
реализации. Плохая структура системы, отсутствие чёткой идеологии и
архитектуры приводили к многочисленным ошибкам, зависаниям, переполнениям
стека. Но самое главное, что многочисленные попытки разрешать проблемы
зачастую снижали скорость и эффективность работы уже написанных программ,
а в некоторых случаях делали их неработоспособными.
В 2002 году было принято решение о написании новой реализации Т-Системы.
Она получила название OpenTS, или Т-система с открытой архитектурой. В отличие от
двух предыдущих реализаций, в OpenTS изначально закладывались определённая
архитектура, основанная на опыте разработки предыдущих вариантов системы.
OpenTS успешно прошла государственные испытания по проекту «СКИФ» на
соответствие критериям программного обеспечения кластерного уровня.
В настоящее время в МГУ ведётся работа над двумя независимыми ветками
OpenTS под условным названием NewTS.

## Основные идеи Т-Системы
1. Функция, описанная с ключевым словом tfun (так называемая Т-функция),
является основным объектом (гранулой) параллелизма. Запись вида:
```
tfun
 
int
 
f
(
int
 
a
,
double
 
b
)

```

описывает Т-функцию с двумя аргументами и одним выходным значением.
2. Вызов Т-функции не вызывает блокирование программы до завершения работы
Т-функции. Результатом вызова является неготовое значение (Т-значение).

3. Неготовое значение может быть присвоено Т-переменной. Операция присваивания Т-переменной неготового значения не вызывает блокирование программы. Т-переменная описывается с указанием ключевого слова tval (а не tvar, это результат следования традиции, соответствующий класс ядра OpenTS называется TVar). Запись 
```
tval
 
int
 
x
;

```

 описывает Т-переменную типа int.
4. По окончании вычисления Т-функции соответствующее неготовое значение становится готовым и далее повторяет поведение обычного значения базового типа.
5. Операции взятия значения или приведения к базовому типу для Т-переменных вызывает блокирование выполнения функции до тех пор, пока значение Т-переменной не станет готовым.

### Проекты
- Проект OpenTS
- Проект СКИФ
- Проект СКИФ-ГРИД
- Институт программных систем РАН

### Описание Т-системы
- Применение T++
- С.М. Абрамов, В.А. Васенин, В.В. Корнеев, А.А. Московский, В.А. Роганов. Организация распределённой общей памяти в Т-системе с открытой архитектурой // ИПС РАН, ЦНТК. — 2003. — С. 13.